# Дементьєв Костянтин Григорович
Костянтин Григорович Дементьєв (1864–1916) — професор, завідувач лабораторії мінеральних речовин та технології будівельних матеріалів Київського політехнічного інституту (1903—1907), Директор Київського політехнічного інституту (1908—1911), секретар і декан інженерного відділення (1905—1907).

## Біографія
Народився у 1864 році. У 1899 закінчив Петербурзький технологічний інститут.
З 1902 викладач кафедри технології будівельних матеріалів Київського політехнічного інституту, був завідувачем лабораторії з названих технологій. У 1906 захистив дисертацію і був затверджений у званні ад'юнкта інституту з хімічної технології і технології будівельних матеріалів, призначений екстраординарним професором кафедри технології будівельних матеріалів. З 1907 року — ординарний професор.
31 травня 1908 обраний директором Київського політехнічного інституту.
У 1910 — заснував та редагував часопис «Вісник технології хімічних і будівельних матеріалів».
З 1911 по 1916 — професор Новочеркаського політехнічного інституту.

## Наукові праці
- «Фабрично-хімічний контроль основних виробництв мінеральної хімії» (1897)
- «Скорочений курс технології мінеральних речовин» (1904)
- «Початковий курс хімії» (1907)
- «Теплота й заводські печі. Курс лекцій» (1911)
- «Технологія будівельних матеріалів» (1912).

## Нагороди
- орден Св. Станіслава ІІІ ступеня (1897)
- орден Св. Володимира (1911).